# Maxence Cyrin
Maxence Cyrin (* 30. Januar 1971 in Besançon) ist ein französischer Pianist und Komponist.

## Leben
Cyrin erhielt bereits als Kind eine klassische Piano-Ausbildung, bevor er sich als Teenager verstärkt für Techno und New Wave interessierte. In den 1990er Jahren komponierte er seine ersten eigenen Musikstücke. Zur gleichen Zeit erschienen erste Techno-Singles unter Pseudonymen wie Max Da Fly bei Superstition, Modelkiller bei Aspro oder Brain In A Box bei Peek-A-Boo. 1996 zog Cyrin nach Paris, wo er sich mit der Musik von Burt Bacharach, Elvis Presley und den Beach Boys beschäftigte. Zwischenzeitlich trat er bei Radio Nova und im Nachtklub Baron als Crooner auf.
Sein Musical Les Valets De La Hype wurde Anfang 2005 in Paris uraufgeführt.
Cyrin interessierte sich stets für die Verbindung zwischen klassischer und populärer Musik. Oft interpretierte er populäre Musikstücke neu auf dem Klavier. Mit diesen Coverversionen trat er auch live auf. 2005 erschien unter dem Pseudonym Metronome eine Piano-Version von Laurent Garniers Technoklassiker Acid Eiffel auf der Compilation Megasoft Office 2005. Im gleichen Jahr veröffentlichte Cyrin auf Garniers Label F Communications das Album Modern Rhapsodies, mit dem er auch international einem größeren Publikum bekannt wurde. Das Album enthielt ausschließlich Piano-Neuinterpretationen bekannter Musikstücke von Künstlern wie Depeche Mode, Felix, Sueño Latino, Aphex Twin, Massive Attack, Laurent Garnier, DJ Rolando, LFO, Moby und The Sabres of Paradise.
Auf dem nächsten Album Novö Piano (2009) coverte er Musikstücke von Künstlern wie den Pixies, Justice, Cocteau Twins, My Bloody Valentine, Daft Punk, Arcade Fire, Nirvana, MGMT, Jacno und Beyonce & Jay-Z. Seine Coverversion des Pixies-Songs Where Is My Mind? diente später als Soundtrack für Fernsehserien wie Mr. Robot oder The Leftovers.
2012 erschien das Album The Fantasist. Drei Jahre später folgten zwei weitere Alben, Nocturnes und Novö Piano II. Letzteres enthielt Coverversionen von Rob D, Dominique A, The Cure, Grace Jones, Goldfrapp, Soundgarden, Björk, Gavin Bryars, Billy Idol und Van Halen.
Cyrin lebt und arbeitet in Paris.

## Diskografie (Auswahl)
- 1992: The New Maniac (Organic)
- 1992: Powertrance (Paradise Movement)
- 1995: Instants (Sine Terra Firma)
- 2005: Modern Rhapsodies (F Communications, Play It Again Sam)
- 2009: Novö Piano (Kwaidan Records)
- 2012: The Fantasist (Ekler'O'ShocK)
- 2015: Nocturnes (Evidence)
- 2015: Novö Piano II (Evidence)
- 2018: Novö Piano Live (Enchanté Records)
- 2020: Aurora (Warner Classics)